# HD 28185 b
HD 28185 b é um exoplaneta (planeta localizado além do sistema solar) a aproximadamente 138 anos-luz, na constelação de Eridanus. O planeta orbita uma estrela muito semelhante ao Sol, descoberta em abril de 2001. HD 28185 b orbita a sua estrela numa órbita circular que está na borda interna da zona habitável da sua estrela.

## Descoberta
Como a maioria de planetas extrassolares conhecidos, o HD 28185 b foi descoberto em abril de 2001, pela detecção de pequenas variações periódicas na velocidade radial da sua estrela mãe, causada pela atracção gravitacional do planeta. Isto foi conseguido medindo o deslocamento de Doppler do espectro da estrela, tendo sua existência confirmada de forma independente em 2008 pelo Magellan Planet Search Program.

## Características
Em 2001 foi anunciado que HD 28185 b tem um período orbital de 383 dias terrestres, com uma amplitude que indica uma massa mínima de 5,72 vezes a de Júpiter, sendo assim um planeta gasoso.
HD 28185 b leva 1,04 anos terrestres para completar uma órbita em torno da sua estrela. Ao contrário da maioria de planetas de longos períodos conhecidos, a órbita de HD 28185 b tem uma baixa excentricidade, comparável à de Marte no Sistema Solar. A órbita encontra-se integralmente dentro da zona habitável da sua estrela. É o Planeta extra-solar mais promissor para desenvolver vida, nos seus possíveis satélites.
Dada a massa elevada do planeta, deverá ser um planeta gasoso sem uma superfície sólida. Dado que o planeta foi apenas detectado indirectamente através observações na estrela, propriedades como o raio, composição e temperatura são desconhecidas.
Desde órbitas de HD 28185 b na zona habitável da sua estrela, alguns especularam na possibilidade de vida em mundos no sistema de HD 28185. As simulações de interacções de maré sugerem que HD 28185 b poderia abrigar satélites de massas comparáveis à da Terra na órbita em torno dele por vários milhares de milhões de anos. Tais satélites, se existirem, poderiam fornecer um ambiente habitável, embora não seja claro se estes satélites seriam formados. Adicionalmente, um planeta pequeno num dos pontos troianos do planeta gasoso podia permanecer numa órbita habitável por muito tempo.